# Dendropsophus sanborni
Dendropsophus sanborni là một loài ếch thuộc họ Nhái bén.
Loài này có ở Argentina, Brasil, Paraguay, và Uruguay.
Môi trường sống tự nhiên của chúng là xavan ẩm, đồng cỏ khô nhiệt đới hoặc cận nhiệt đới vùng đất thấp, đồng cỏ nhiệt đới hoặc cận nhiệt đới vùng ngập nước hoặc lụt theo mùa, đầm nước ngọt, đầm nước ngọt có nước theo mùa, các đồn điền, ao, và kênh, mương.